# Plectroctena mandibularis
Plectroctena mandibularis là một loài kiến lớn có phạm vi từ Đông Cape, Nam Phi, qua Đông Phi tới Ethiopia. Kiến thợ tìm kiếm thức ăn đơn lẻ trong địa hình mở, và kích cỡ đàn của chúng hiếm khi vượt quá 50 cá thể. Đây là một trong những loài Plectroctena lớn, bao gồm P. conjugata và P. minor.